# قورت‌تپه (ارومیه)
قورت‌تپه (ارومیه)، روستایی از توابع بخش مرکزی شهرستان ارومیه در استان آذربایجان غربی ایران است.

## جمعیت
این روستا در دهستان ترکمان قرار دارد و براساس سرشماری مرکز آمار ایران در سال ۱۳۸۵، جمعیت آن ۳۱۶ نفر (۸۵خانوار) بوده‌است.